# Simulium hirsutum
Simulium hirsutum es una especie de insecto del género Simulium, familia Simuliidae, orden Diptera.
Fue descrita científicamente por Pomeroy, 1922.